# Copra

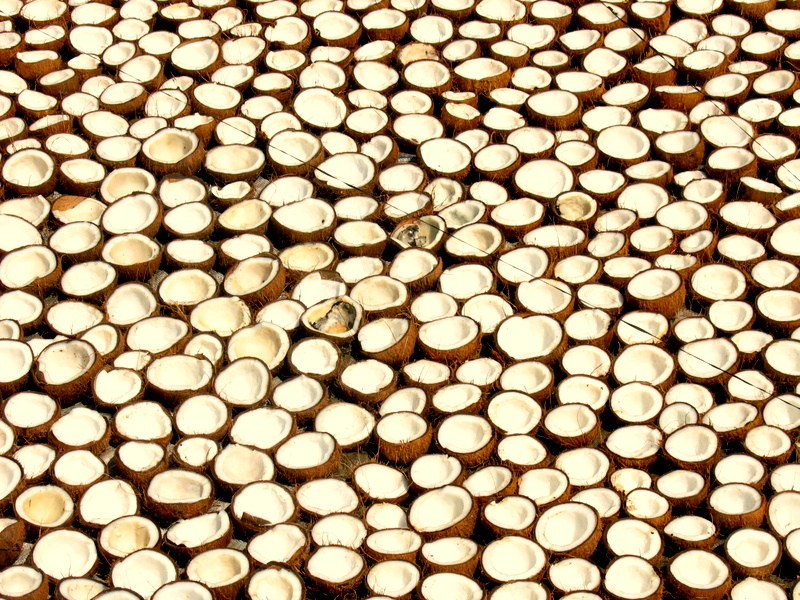
Cocos assecant-se al sol a la ciutat de Kozhikode (Kerala, Índia).

La copra és la polpa o carn del coco assecada. El nom deriva de koppara, que en malaiàlam (llengua dravídica) significa coco sec. L'oli de coco s'extrau de la copra ratllada i bullida en aigua. La copra fou un producte comercial molt apreciat en les illes de l'oceà Índic i la zona meridional d'Àsia al segle xix.